# 風鈴捕物帳
『風鈴捕物帳』（ふうりんとりものちょう）は、石森章太郎の劇画作品、またそれを映像化した連続テレビ時代劇である。

## 劇画、テレビドラマ共通
- 「江戸で評判の御用聞き、その名も“風の新吉”」と「新吉が住む長屋にころがりこんできた服部半蔵を祖父にもつ娘・おりん」が力を合わせて事件を解決する物語。

## テレビドラマ

### 概要
- 「ナショナル劇場」の時代劇作品でお馴染みの葉村彰子が原案として参加。
- 「ナショナル劇場」枠の常連俳優がレギュラーとして多数登場している。
- 「ナショナル劇場」側で西郷が主演した『江戸を斬る』のII - VIと同じく、音楽をいずみ・たくが、ナレーターを芥川隆行が担当した。『江戸を斬る』のII、IIIのBGMがほとんど流用されている。また、本作のBGMが『江戸を斬るVIII』で、ゆき(雪姫)（城之内早苗）が登場する際のBGMとして使用された。さらに、本作第7話で初めて使用されたBGMは『江戸を斬るV』以降の殺陣BGMや『翔んでる!平賀源内』でも使用された。

### 放映時間
テレビ朝日にて。
- 1978年10月26日 - 1979年2月8日（全13話）
- 毎週木曜20:00 - 20:54

### スタッフ
- 原作：石森章太郎
- 原案：葉村彰子
- 脚本：葉村彰子、芦沢俊郎、桜井康裕、加藤泰、津田幸於、稲垣俊
- 音楽：いずみ・たく、親泊正昇
- ナレーター：芥川隆行
- タイトル画：石森章太郎
- 特技：宍戸大全
- プロデューサー：福富哲（テレビ朝日）、池ノ上雄一、今井正夫（東映）
- 撮影：萩屋信、原田裕平、平山善樹
- 照明：伊勢晴夫、真城喩、佐々木政一、武邦男、藤井光春
- 録音：神戸孝憲、渡部芳文、面屋竜憲、林土太郎
- 美術：鈴木孝俊、下石坂成典
- 編集：河合勝巳
- 記録：川島庸子、大原より子、野崎八重子、石田芳子、野口たき子
- 邦楽監修：中本敏生
- 助監督：高倉祐二、金鐘守、久郷久雄
- 衣裳：東京衣裳
- 演技事務：山下義明
- 擬斗：菅原俊夫（東映剣会）
- 装置：青木茂雄、三浦公久、前川宗太郎
- 美粧・結髪：東和美粧
- 装飾：関西美工
- 小道具：高津商会
- 進行主任：山田勝、河野荘一
- 現像：東洋現像所
- 協力：京都 大覚寺
- 監督：山内鉄也、居川靖彦、倉田準二、松尾正武、吉川一義
- 制作協力：S.H.P、西郷エンタープライズ
- 制作：テレビ朝日、東映

### キャスト
「ナショナル劇場」時代劇の常連俳優（本作放送時点）は太字で示す。
- 風の新吉：西郷輝彦

南町奉行所配下の御用聞き。血気に逸りやすく、真面目で女が苦手なため、お千と居候として住み着いたおりんに悩まされている。刀をへし折るほどの長十手と風鈴がついた紐が武器。悪に対しては直情的になる。
- おりん：水沢アキ

八代目服部半蔵の孫。勝手に縁談を進められ、家柄や流儀を嫌って屋敷を飛び出し、新吉の居候になる。忍び装束で陰ながら新吉に協力する。
- お千：山口いづみ（第1話～第4話、第10話～第13話）

ひさごの女将。新吉に惚れているため、居候として住み着いたおりんをライバル視している。
- 八（小猿）：松山省二
- 熊（弥平次）：鈴木ヒロミツ

服部半蔵配下の忍び。屋敷を飛び出したおりんを連れ戻すところを、新吉に誘拐犯と勘違いされて邪魔される。仕方なく新吉の隣人だった駕籠かきの七と虎を金で立ち退かせ、代わりに駕籠かきの熊と八と名乗って住み着く。忍びのため、俊足なので駕籠に客を乗せて走るとあまりの速さに周囲を唖然とさせる。おりんの命令で新吉に協力する。
- 熊沢五郎次：谷幹一

南町同心。新吉を信頼してはいるが、彼の単独行動には頭を抱えることも。妻のおゆう（演：磯村みどり、第8話「さらば借金地獄」のみ）には頭が上がらない。
- 万蔵：藤岡重慶（第1話～第8話、第11話～第13話）

北町奉行所配下の御用聞き。功名心と金銭欲が強い。新吉のライバルで何かと張り合う。
- 源次：井上茂（第1話～第7話、第12話～第13話）

万蔵の下っ引き。
- 早坂弥三郎：内田昌宏（第1話、第7話）

北町同心。万蔵の上司的存在。
- 松：正司歌江（第1話～第2話、第4話、第6話）
- 竹：正司照江（第1話～第4話、第6話～第7話）
- 梅：正司花江（第1話～第6話）

長屋のおかみさんたち。
竹の夫は弥七（桂三枝）と言う魚屋の行商（第6話「鬼蜘蛛の謎」のみ）。なお子供はおらず、それが原因で派手な夫婦喧嘩になった。
- 六兵衛：中村錦司（第1話～第6話）

長屋の大家。新吉の父親とは友人。新吉の家におりんや事件の関係者があがり込んだりするため、よく思わない長屋のおかみたちからは苦情の捌け口にされている。
- 若旦那：レツゴーじゅん（第1話、第2話）

八と熊の駕篭の客。番組内のオープニングでは「レッツゴーじゅん」と表記された。
- 伊八：藤村晃一（第1話～第4話） → 紀久輝光（第10話～第12話）

ひさごの板前。
- 筒井伊賀守：里見浩太朗（第1話）

南町奉行。
- 服部半蔵：伴淳三郎（第1話、第3話）

伊賀組8代目頭領。おりんを屋敷に連れ戻すように熊と八に命令するが、抜け忍の清助の事件を機におりんを正式に新吉に預ける。
- 神坂左近：片岡千恵蔵（特別出演）（ 第1話～第2話、第7話～第8話、第12話～第13話）

引退した元南町奉行。「ご隠居」と呼ばれている。新吉の正義感に心惹かれ、彼に協力する。

### 放映リスト
※出演はクレジットタイトルの表記順。
| 話数 | サブタイトル       | 放映日         | ゲスト出演者 |
| ---- | ------------------ | -------------- | --- |
| 1    | 風鈴捕物帳         | 1978年10月26日 | 川合伸旺（大野外記）、深江章喜（三富鉄心）、内田昌宏（早坂弥三郎）、青空球児（駕籠屋寅）、青空好児（駕籠屋七）、中村錦司（大家六兵衛）、北村光生（河内屋主人）、井上茂（源次）、多賀勝、笹木俊志、藤村晃一、桑垣浩子、宍戸大全（特技）                                                                                                 |
| 2    | 目撃者は殺せ！     | 1978年11月2日  | 神田隆（備前屋太衛門）、宮口二郎（大河原佐十郎）、近藤宏（近藤孫三郎）、永田光男（刀屋の主人）、中村錦司（大家六兵衛）、井上茂（源次）、志乃原良子（おしげ）、北原将光、疋田泰盛、大矢敬典、秋山勝俊、那須伸太朗、平河正雄、藤村晃一、宮崎晴子、宍戸大全（特技）                                                                       |
| 3    | 風小僧の子守唄     | 1978年11月9日  | 森次晃嗣（清助）、横森久（兵頭内記）、小林重四郎（出羽屋伝右衛門）、佐藤和男（与力）、中村錦司（六兵衛）、楠年明（庄五郎）、井上茂（下っ引源次）、市川男女之助、多賀勝、記久輝光、下元年世、早見栄子、小野朝美、峰てる子、高谷舜二、小峰隆司、野村鬼笑、田中宗雄、宍戸大全（特技）                                                     |
| 4    | 血染めの贋小判     | 1978年11月16日 | 有川博（直七）、本阿弥周子（おけい）、嵯峨善兵（堺屋善右衛門）、長谷川弘（由蔵）、中村錦司（六兵衛）、藤尾純（番頭）、井上茂（下っ引源次）、玉生司朗（清兵衛）、岩尾正隆（駕籠屋）、出水憲司（門脇甚九郎）、有島淳平、大矢敬典、細川純一、福本清三、記久輝光、小坂和之、新田二郎、宍戸大全（特技）                                     |
| 5    | 友情に命を賭けて   | 1978年11月23日 | 田村亮（幸吉）、三浦リカ（おいね）、中田博久（繁造）、永野達雄（石出帯刀）、大竹修造（良助）、柳川清（小間物屋）、斉園寺章雄（大工）、井上茂（源次）、藤山喜子、疋田泰盛、森源太郎、五十嵐義弘、木谷邦臣、志茂山高也、友金敏雄、宍戸大全（特技）                                                                                       |
| 6    | 鬼蜘蛛の謎         | 1978年11月30日 | 井川比佐志（浅吉）、紀比呂子（おその）、今井健二（鬼蜘蛛の重兵衛）、山本一郎（仙造）、日高久（利兵衛）、和田昌也（鋳物屋の主人）、宮城幸生（兵吾）、浪花五郎（船宿の亭主）、桂登志子（内儀）、宍戸大全（特技）、桂三枝（弥七） |
| 7    | 盗まれた長十手     | 1978年12月7日  | 頭師孝雄（房次）、千野弘美（お美代）、山岡徹也（藤兵衛）、高野真二（田沢武右衛門）、内田昌宏（早坂弥三郎）、司祐介（伊之吉）、遠山金次郎、大矢敬典、宮崎晴子、西田治子、宍戸大全（特技） |
| 8    | さらば借金地獄     | 1978年12月14日 | 村田知栄子（スッポンのお政）、磯村みどり（おゆう）、河原崎建三（小島正一郎）、新海百合子（おいち）、山本昌平（小倉円心）、石浜祐次郎（飯田覚兵衛）、北見唯一（禿頭の金貸し）、寺下貞信（医者）、武田てい子（蝮のおげん）、島田秀雄、壬生新太郎、椿竜二、池田謙治、大河内宏太郎、那須伸太朗、大江光、日高綾子、泉春子、宍戸大全（特技） |
| 9    | 父娘を結ぶ銀の駒   | 1978年12月21日 | 加藤嘉（銀駒の仁平）、菅貫太郎（佃の徳蔵）、岡崎二朗（浜吉）、谷口香（おせい）、雪代敬子（おとき）、水島彩子（お市）、堺左千夫（吉津屋庄助）、岩尾正隆（弥太）、藤山律子（およし）、島村昌子（お仲）、森源太郎、福本清三、峰蘭太郎、宍戸大全（特技）                                                                                   |
| 10   | 恨みの吹き矢       | 1979年1月11日  | 真木洋子（お三輪）、野口元夫（大島屋伝兵衛）、武藤英司（吉野屋藤蔵）、守屋俊志（大島屋番頭）、森下哲夫（佐吉）、国一太郎（相模屋伴助）、紀久輝光（伊八）、田中綾（お菊）、有島淳平、細川純一、奔田陵、星野美恵子、宍戸大全（特技） |
| 11   | 浮世絵殺人事件     | 1979年1月18日  | 長谷川明男（弥助）、浜田寅彦（長崎屋角左衛門）、志賀勝（白浪の佐十郎）、北見治一（喜多川春泉）、上方柳太（侍）、浜伸二（浪人）、小野朝美、春藤真澄、疋田泰盛、宍戸大全（特技） |
| 12   | 甦った男           | 1979年1月25日  | 西郷輝彦（溝口新之丞、二役）、北原義郎（牧野兵庫）、小林勝彦（林田源太夫）、永井秀明（永井図書）、須藤健（相州屋）、海老江寛（福原与左衛門）、武周暢（用人）、井上茂（源次）、植木悦子（美保）、紀久輝光（伊八）、波多野博（瓦版屋）、大月正太郎、矢野義章、西山清孝、志茂山高也、藤沢徹夫、那須伸太朗、富永佳代子、宍戸大全（特技）   |
| 13   | 雨中に消えた直訴状 | 1979年2月8日   | 中村竹弥（水野出羽守）、平田昭彦（京極右京太夫）、永井智雄（青山修理）、西山辰夫（武州屋善右衛門）、田畑猛雄（森下余太夫）、井上茂（源次）、西田良（甚内）、久永智子（すみ）、千葉敏郎、宮城幸生、和田昌也、峰蘭太郎、五十嵐善弘、白井滋郎、藤沢徹夫、井上清和、尾崎弥枝、宍戸大全（特技）                                             |

### 主題歌
- 「誰も知らない」（作詞：山上路夫、作曲：いずみ・たく、唄：西郷輝彦）※レコード未発売

### 映像ソフト化
- 2008年7月21日発売の「石ノ森章太郎70周年記念DVD-BOX」第1話が収録され、初のソフト化となった。

### ネット配信
- 2023年6月1日より、YouTube「東映時代劇YouTube」の「据置枠」から、第1話と第2話が常時無料配信されている。